# 克盧恩/蘭格爾-聖埃利亞斯/冰川灣/塔琴希尼-阿爾塞克
克卢恩/兰格尔-圣埃利亚斯/冰川湾/塔琴希尼-阿尔塞克（英語：Kluane / Wrangell-St Elias / Glacier Bay / Tatshenshini-Alsek）是一处跨国的国家公园系统。其坐落于美国和加拿大边境的育空、阿拉斯加、与不列颠哥伦比亚等地。
由于其具有重要的冰川资源与冰原景观，同时又是众多寒带动物如大灰熊、驯鹿、白大角羊的栖息地，1979年，联合国教科文组织世界遗产组织将其列为世界自然遗产。其总面积达32,000,000英畝（130,000平方）以上。

## 公园系统
此跨国世界自然遗产包括两个国家、三个行政区的多个国家公园：
- 克鲁瓦尼国家公园及保留地
- 蘭格爾-聖埃利亞斯國家公園暨保護區
- 冰川湾国家公园
- 塔琴希尼-阿爾塞克